# Ottfried Graf von Finckenstein
Ottfried Graf von Finckenstein (* 18. April 1901 in Burg Schönberg (Ostpreußen); † 23. November 1987 in Ottawa, Kanada) war ein deutscher Schriftsteller und Übersetzer.

## Leben
Ottfried Graf von Finckenstein entstammte der preußischen uradeligen Familie Finck von Finckenstein. Seine Eltern waren der Parlamentarier Konrad Finck von Finckenstein (* 22. September 1860; † 4. Oktober 1916) und dessen Ehefrau Irene von Meerscheidt-Hüllessem (* 29. Juni 1866; † 26. Oktober 1957). Sein Bruder Konrad Otto Siegfried (1889–1932) war auch Parlamentarier.
Ab 1917 nahm er als Kriegsfreiwilliger am Ersten Weltkrieg teil. Nach dem Krieg studierte er an der Ruprecht-Karls-Universität Heidelberg Volkswirtschaftslehre. 1919 wurde er im Corps Saxo-Borussia Heidelberg recipiert. Er schloss das Studium 1923 an der Friedrich-Schiller-Universität Jena mit der Promotion zum Dr. rer. pol. ab. Danach war er bis 1931 in Bankgeschäften, so in Berlin, der Schweiz, in Holland und in den Vereinigten Staaten, tätig. 1931 zog er auf ein Fischereigehöft in Buchfelde, Kreis Rosenberg in Westpreußen. Seit jener Zeit war er als freier Schriftsteller tätig. Für seinen Roman Die Mutter erhielt er im Jahr 1938 den nationalsozialistisch umgedeuteten und von der NSDAP vergebenen Wilhelm-Raabe-Preis. Finckenstein war Teilnehmer der Ersten Großdeutschen Buchwoche 1938 in Weimar.
Nach dem Zweiten Weltkrieg war er Leiter des Landeskulturverbands Schleswig-Holstein und arbeitete als Journalist. Er wurde Professor für Deutsch an der Universität Ottawa. 
Er heiratete 1934 die spätere Politikerin Eva Schubring (1903–1994). Das Paar hatte mehrere Kinder.

## Ehrungen
- 1936 Neue Linie Erzählerpreis
- 1938 Wilhelm-Raabe-Preis Braunschweig
- 1942 Johann-Gottfried-von-Herder-Preis
- 1942 Max-Halbe-Preis

## Werke
- 1933 Möven am Bruch (Serienroman in „Deutsche Allgemeine Zeitung“)
- 1936 Fünfkirchen
- 1937 Der Kranichschrei
- 1937 Das harte Frühjahr
- 1938 Die Mutter
- 1938 Von den Quellen des Lebens
- 1942 Dämmerung
- 1942 Die Heimkehr nach Reiherberg (Serienroman in Völkischer Beobachter)
- 1949 Liebende (Novelle)
- 1950 Schwanengesang, Roman einer versunkenen Heimat
- 1959 C. Moraze, Das Gesicht des 19. Jahrhunderts. Die Entstehung der modernen Welt (Übersetzung)
- 1994 Nur die Störche sind geblieben